# El Nevado
El Nevado är en ort i Mexiko.   Den ligger i kommunen Tijuana och delstaten Baja California, i den nordvästra delen av landet, 2 300 km nordväst om huvudstaden Mexico City. El Nevado ligger 437 meter över havet och antalet invånare är 269.
Terrängen runt El Nevado är kuperad, och sluttar västerut. Runt El Nevado är det ganska glesbefolkat, med 22 invånare per kvadratkilometer. Närmaste större samhälle är Tecate, 9,1 km nordost om El Nevado. Omgivningarna runt El Nevado är i huvudsak ett öppet busklandskap.